# Kriegsgefangenenlager Grafenwöhr

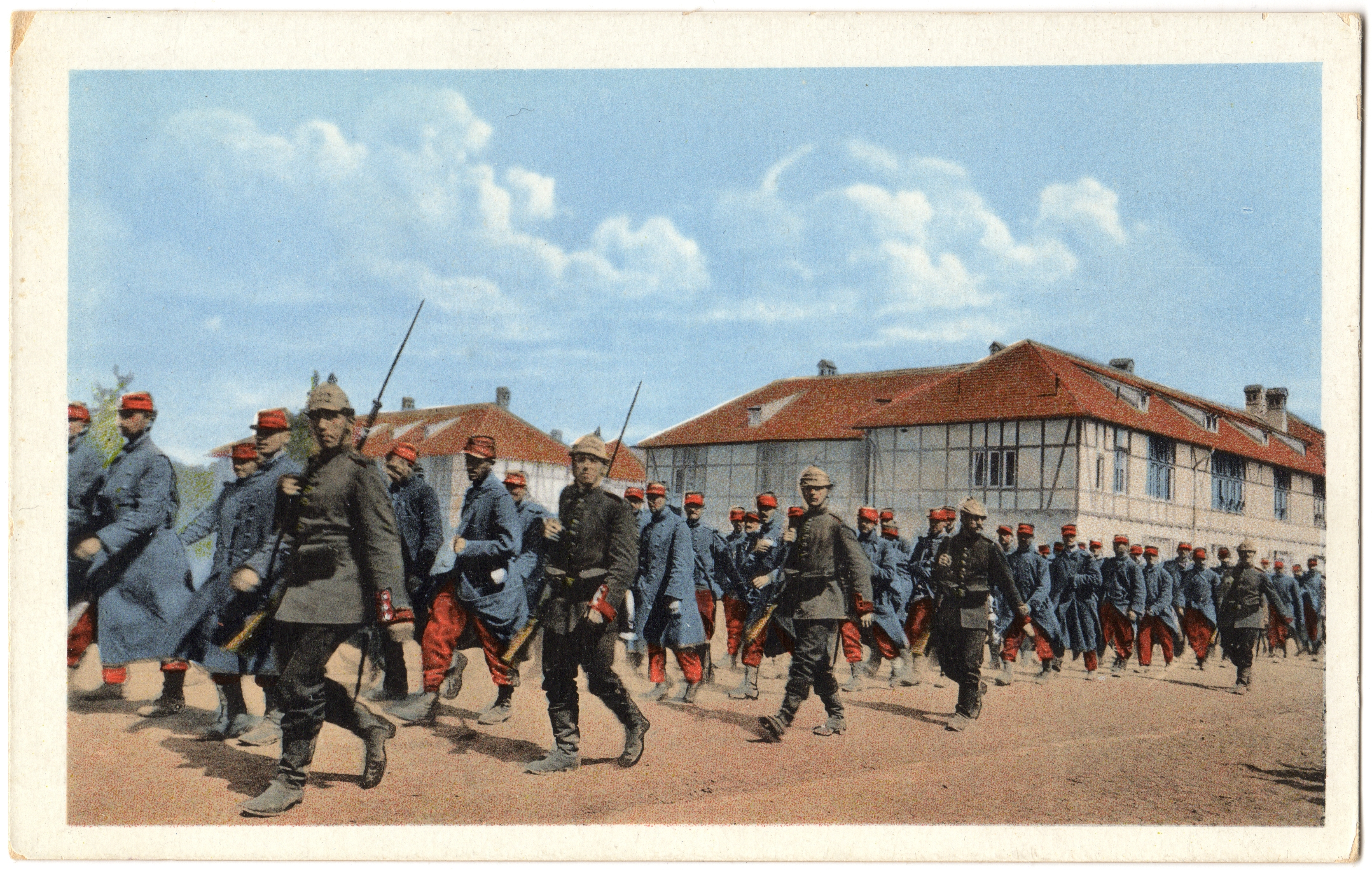
Kriegsgefangene französische Soldaten und ihre deutschen Bewacher in Grafenwöhr, Ansichtskarte, wahrscheinlich 1914 oder 1915 (Kunstanstalt Spahn)

Das Kriegsgefangenenlager Grafenwöhr war zu Beginn des Ersten Weltkriegs das größte Kriegsgefangenenlager in Bayern. Es wurde 1914 auf dem Truppenübungsplatz Grafenwöhr errichtet. Ende 1914 waren dort 21.501 kriegsgefangene Soldaten (Franzosen und Russen) sowie 1.657 zivile Kriegsgefangene interniert, von denen 99 noch im Kindesalter waren.
Das Lager bestand aus drei räumlich getrennten Bereichen: dem Stallager, dem Hüttenlager und der Zivilgefangenen-Kompanie. Das Stallager bestand aus umfunktionierten Pferdestallungen, in denen die Gefangenen anfangs auf Strohsäcken, ab Mitte 1915 dann auf Holzpritschen schliefen. Im Frühjahr 1916 wurde das Stallager geräumt, um Quartiere für die Ausbildung deutscher Rekruten zu schaffen; die dort noch festgehaltenen französischen Gefangenen wurden im Hüttenlager südlich des Truppenübungsplatzes untergebracht. Zusätzlich zu den drei Hauptlagern bestand das Arbeitslager Flügelsburg, in dem etwa 200 französische Gefangene zum Torfstechen einquartiert waren.
Anfangs waren die Gefangenen vor allem damit beschäftigt, das Lager auf- und auszubauen, Entwässerungsgräben anzulegen und Rodungsarbeiten zu verrichten. Ab dem Frühjahr 1915 wurden dann in größerem Umfange Gefangene für die Arbeit in elsässischen Bergwerken, in der Bayerischen Braunkohlen Industrie und in der Landwirtschaft abgestellt. Durch die Abstellungen verringerte sich die Zahl der Gefangenen bis zum 1. April 1918 auf 6.466. Zu diesem Datum wurde das Kriegsgefangenenlager Grafenwöhr nach Bayreuth verlegt.
1915 wurde das Lager von einer dänisch-russischen Kommission und von einer Abordnung des Internationalen Komitees vom Roten Kreuz (IKRK) inspiziert. Die IKRK-Ausschussmitglieder berichteten über ihre Beobachtungen:

„Zu Grafenwöhr z. B. schläft ein gut Teil auf dem Stroh, welches auf dem Boden ausgeschüttet liegt. Die Läuse plagen die Gefangenen so sehr, daß infolge des Kratzens sie mit Geschwüren und eiternden Wunden bedeckt sind. Der Mangel an Leibwäsche, der Mangel an Kleidungsstücken zum Wechseln, mangelndes Schuhzeug, und vor allem der Mangel an Mänteln, läßt die größte Zahl der Gefangenen an der Kälte leiden. Zwar haben die deutschen Behörden Kleider verteilt, aber in ungenügender Zahl; die Holzschuhe, mit denen sie die konfiszierten Stiefeln ersetzt haben, schützen unsere Leute weder gegen die Nässe noch gegen die Kälte ... Was die Nahrung
betrifft, so ist sie in allen Lagern ungefähr die gleiche und die Klagen darüber sind allgemein; sie ist überall unzureichend und ungesund.“

Etwa 800 Gefangene starben an ihren Kriegsverletzungen oder an Krankheiten. Sie wurden auf einem eigenen Gefangenenfriedhof am Rande des Truppenübungsplatzes beigesetzt. 1925 wurden die Gebeine der gestorbenen Franzosen exhumiert und nach Frankreich überführt.
Zu Beginn war der Kommandant des Truppenübungsplatzes, Generalmajor Oskar Menzel, gleichzeitig auch Leiter des Kriegsgefangenenlagers. Ab dem 27. Januar 1915 hatte das Lager mit Generalmajor Ferdinand Hocheder einen eigenen Kommandanten.

## Archivalien
- Bayerisches Hauptstaatsarchiv: Signatur BayHStA, Staudinger-Sammlung 21548 (Bilder)[2]